# Майзель, Эрнст
Эрнст Майзель (нем. Ernst Maisel; 16 сентября 1896, Ландау — 16 декабря 1978, Шёнау-ам-Кёнигсзе, Бавария) — генерал вермахта в нацистской Германии во время Второй мировой войны.

## Биография

### Первая мировая война
Майзель записался добровольцем в 12-й полевой артиллерийский полк Баварской армии в своем родном городе 4 января 1915 года во время Первой мировой войны. 23 марта он получил звание ефрейтора, а вскоре после этого, 3 апреля 1915 года, полк прибыл на свою первую полевую службу во Фландрию на Западном фронте. Вскоре он был произведен сначала в вице-вахмистры 12 июня, в вахмистры 26 июля и в обер-вахмистры 23 августа 1915 года, а также одновременно в лейтенанты запаса. С этого момента он был назначен офицером батареи 4-й батареи. Через год он был впервые ранен в битве на Сомме, а после выздоровления 28 октября 1916 года был прикомандирован к штабу полка. В середине декабря 1917 года его перевели в 1-й полевой артиллерийский полк „Принц-регент Луитпольд“. Здесь он был снова ранен во время боев во Фландрии 16 апреля 1918 года, а затем был прикомандирован к штабу полка, где должен был оставаться до конца войны.
После окончания войны он был принят на службу в рейхсвер в качестве командира взвода в 13-й роте саперов 21-го (Баварского) пехотного полка в Фюрте. 1 апреля 1925 года он стал оберлейтенантом, а в 1928 году был переведен в штаб II корпуса. Командовал батальоном, а в 1931 году был адъютантом батальона. Получив звание гауптмана 1 апреля 1932 года, он получил командование 13-й ротой. С 1933 по 1934 год Майзель был полковым адъютантом, 1 апреля 1936 года получил звание майора и 1 октября 1936 года был переведен во Франкфурт-на-Майне в качестве адъютанта 15-й пехотной дивизии. В качестве командира он впоследствии возглавил III пехотный полк. 104-й батальон пехотного полка в его родном городе.

### Вторая мировая война

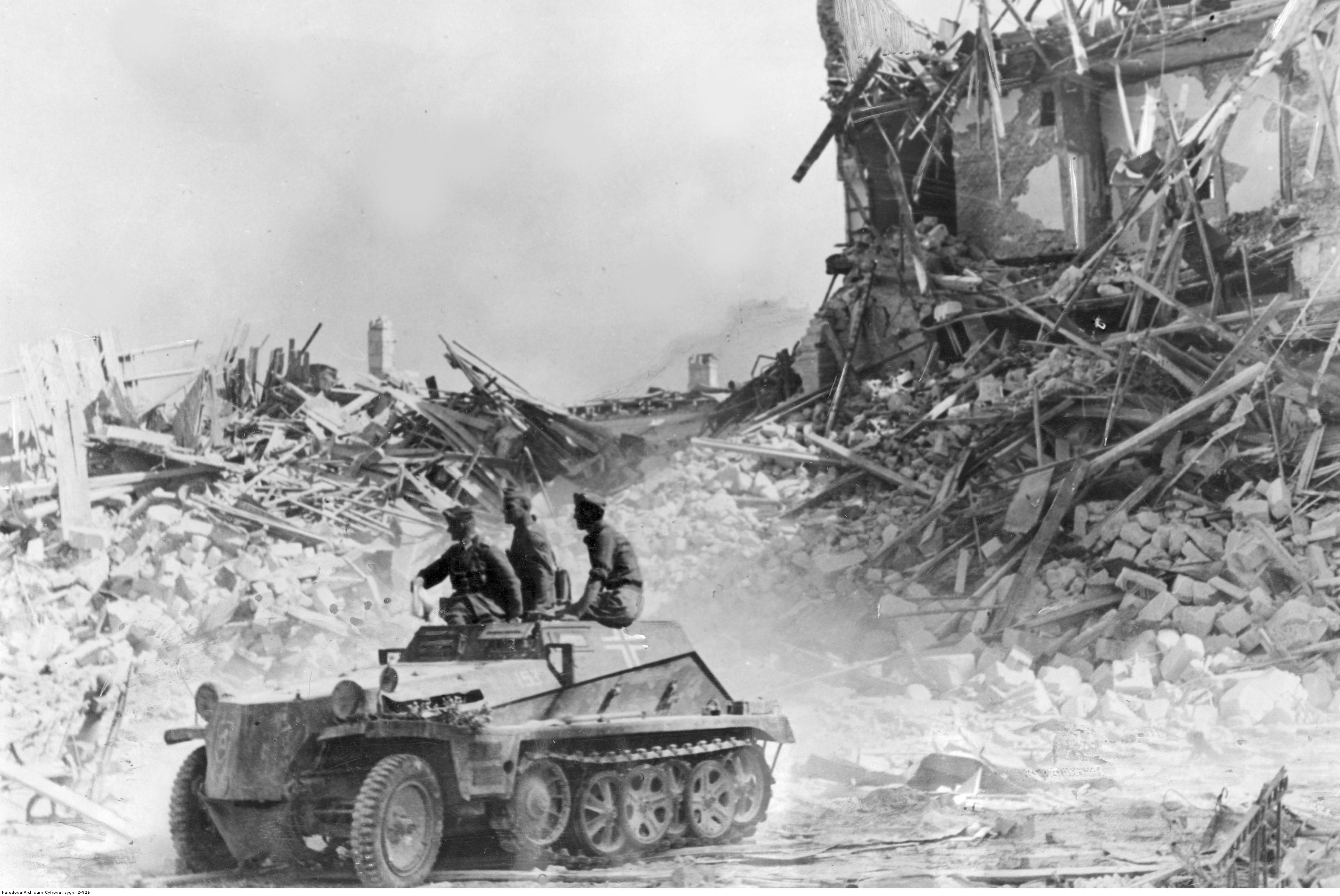
Полковник Майзель в Севастополе

Незадолго до начала Второй мировой войны 1 августа 1939 года Майзель получил звание подполковника, а 1 апреля 1940 года был назначен адъютантом заместителя генерального командования IX корпуса. Армейский корпус находился в Касселе. В этом качестве он отвечал за охрану западной границы к югу от Ландау. 1 мая 1941 года Майзель возглавил 42-й пехотный полк и воевал в Югославии. Позднее полк дошёл до Крыма в рамках операции "Барбаросса". Полковник с 1 октября 1941 года. После взятия Севастополя Майзель был вызван в Германию 24 сентября 1942 года и переведен в верховное командование армии в качестве начальника отдела Управления кадров армии.
Генерал-лейтенант был начальником группы по обучению и быту офицеров. Одна из его обязанностей при этом назначении заключалась в том, чтобы быть судебным протокольным офицером армейского суда, который расследовал армейских офицеров, подозреваемых в причастности к Заговору 20 июля. 14 октября 1944 года он прибыл с генералом Вильгельмом Бургдорфом в дом фельдмаршала Эрвина Роммеля. Бургдорф получил указание от фельдмаршала Вильгельма Кейтеля предложить Роммелю два варианта: признать вину, принять яд, получить государственные похороны, получить неприкосновенность для своей семьи или предстать перед судом о государственной измене. Роммель уехал с Бургдорфом и Майзелем и вскоре покончил жизнь самоубийством.
В последние дни войны Майзель был назначен командиром 68-й пехотной дивизии в звании генерал-лейтенанта. Он был взят в плен американцами 7 мая 1945 года, освобожден в марте 1947 года и умер в 1978 году в возрасте 82 лет.

## Награды
- Рыцарский крест;
- Железный крест;
- Командир 68-й пехотной дивизии;